# 秋葉原殺人事件
秋葉原殺人事件，又稱秋葉原隨機殺人事件（東京警方依案發地點稱之為，直譯為「發生於外神田一丁目路上的無差別殺人事件」）是日本在當地時間2008年（平成20年）6月8日下午12時30分（UTC 03時30分）於東京都千代田區秋葉原所發生的随意殺人事件，犯人為25歲的男性加藤智大，事件共造成7死10傷。是日本近30年來死傷最多的同類罪案，也是歷來出動最多急救隊伍的事件。在部分日本媒體，亦有稱此事為、等。
2011年3月24日，加藤智大遭東京地方裁判所判處死刑。上訴後，東京高等裁判所於2012年9月12日維持死刑判決。2014年12月18日，被告向最高裁判所提起上诉，最高裁判所于2015年2月2日驳回上诉，维持原判。2022年7月26日，加藤智大被执行死刑。

## 事件背景、經過

### 作案之前
出身青森縣的加藤智大為日研總業（日研総業株式会社）的派遣員工，任職於靜岡縣裾野市的關東汽車工業，在事件3個月前曾對故鄉的朋友透露過厭世的念頭，並開始在手提電話留言板留言訴苦，留言總數直至犯案當日超過3000次。2008年5月27日，加藤智大在手提電話留言板留下自己可能6月中旬會被公司開除等留言，之後數日繼續留言吐苦，怨嘆認識不到朋友、交不到女友，但遭到一些毒舌網友的嘲笑謾罵，繼而引發了激烈的網上爭吵。6月5日，加藤智大在公司發現自己的制服失蹤，認為這是已被公司開除的意思，因而憤慨咆哮，之後再也沒有上班，並決定殺人洩憤。6月6日中午，前往福井縣福井市購買兇器，共6把4種不同的匕首刀械和一條特殊警棍，其後返回靜岡。6月7日上午搭乘在來線和新幹線到秋葉原出售一些電腦軟件，以賺取犯案用貨車的租金和高速公路過路費用，並且觀察秋葉原的地形與路況，事成後返回靜岡，把過程寫上網上留言板。同日還向靜岡縣沼津市的一間租車公司以搬屋為由租借一輛用作犯案的2重的貨車。

### 案發過程

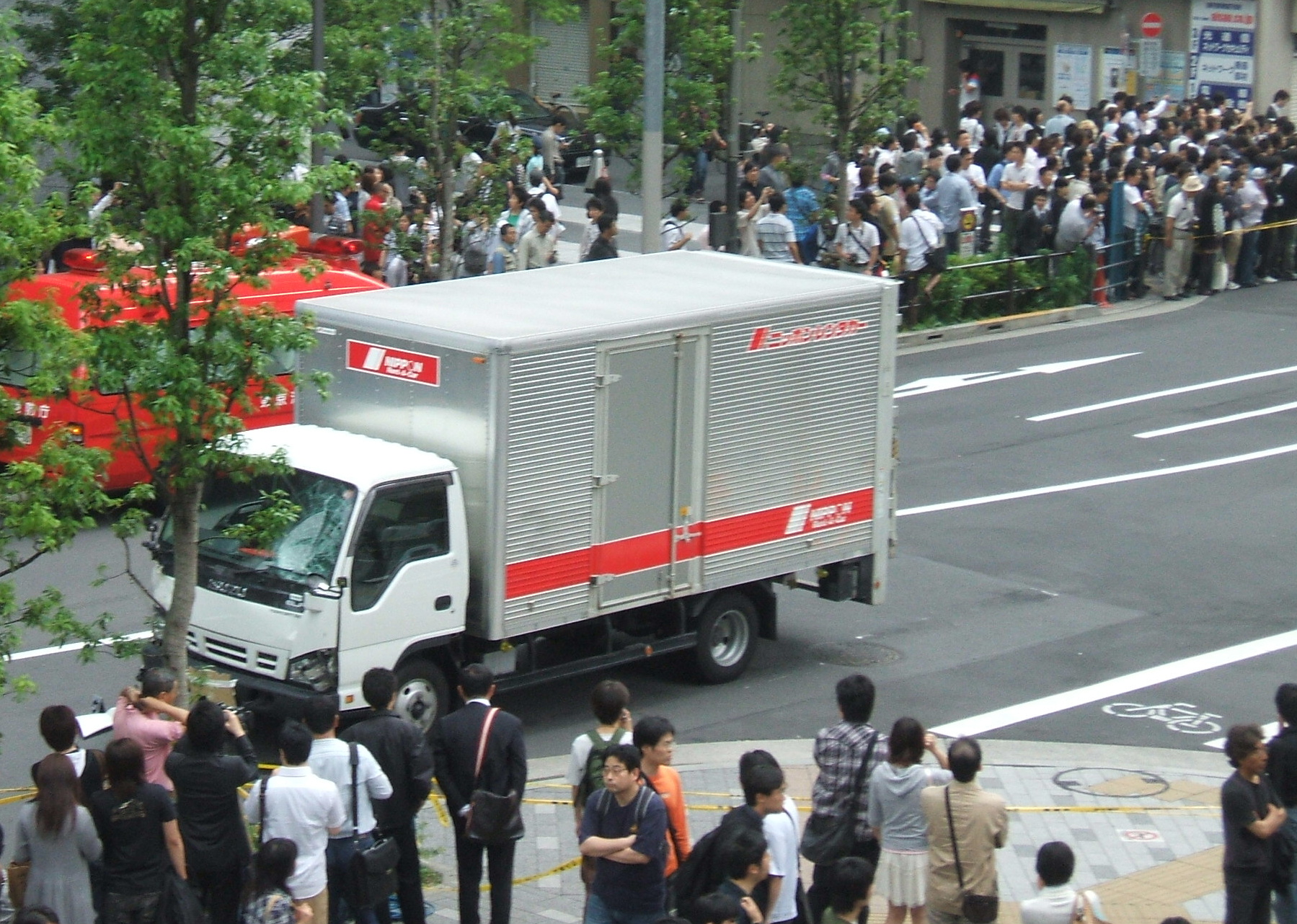
用於行案而租來的貨車被人群包圍著，擋風玻璃已因撞擊而碎裂。（拍攝於案發後兩個小時）

日本時間平成20年（2008年）6月8日星期日清晨5時21分，加藤智大開始在手提電話留言板上留下犯案預告，表明會於秋葉原犯案，並簡短描述他將以貨車衝撞及匕首殺人的犯案手法，出發前並把其中一把匕首送給以前的同事。警方根據留言，了解加藤智大於上午9時48分經過神奈川縣，10時53分經過澀谷區，最後在11時45分抵達秋葉原，並持續留言至下午12時10分為止。下午12時30分，加藤智大沿著中央通、駕駛著貨車以時速40公里衝進了行人專用區，並強行闖越中央通道十字路口，不顧紅燈硬是前行導致5名行人慘遭撞倒或輾壓。加藤智大隨即下車，雙手揮舞著藍波刀與匕首，一邊瘋狂地大叫，一邊攻擊剛剛被撞倒的路人及周圍群眾，2分鐘內先後在100公尺乘以70公尺的範圍內刺傷12人，因當日是星期天，該路段實施行人專用區措施，街道上滿是行人，場面頓時大亂。加藤智大在5分鐘內被捕，聲稱犯案動機是「對生活感到苦悶、厭世，來秋葉原是為了殺人，任誰都可以」，又謊稱自己是黑道人物。事件後一小時內，被害者中村勝彥（74歲，男）、藤野和倫（19歲，男）、川口隆裕（19歲，男）、小岩和弘（47歲，男）、宮本直樹（31歲，男）相繼死亡，其後數小時武藤舞（21歲，女）、松井滿（33歲，男）亦相繼不治，前三人是被貨車撞死，其餘是遭刺殺後失血過多而死。合計事件中共有7人死亡，另有10人輕重傷送醫。

### 案發之後

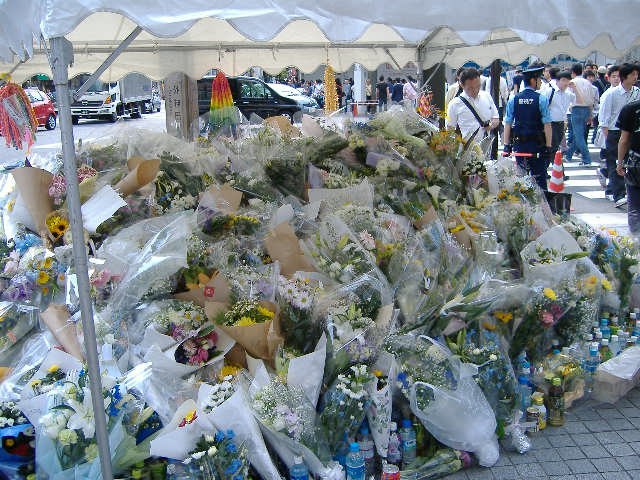
秋葉原殺人事件案發地擺滿民眾弔唁的花束（攝於2008年6月14日）

案發地點為警視廳萬世橋警察署（万世橋警察署）轄區，警方成立了特別搜查本部，並請民眾提供相關線索。6月10日，加藤智大自稱患有精神病，检方考慮起訴前檢查是否屬實；同日，加藤智大的雙親接受記者採訪，向社會道歉。6月11日，加藤智大開始對殺人罪行道歉。6月20日，警視廳對事件中作出貢獻或救援的72人頒予感謝狀，72人中包括2位拘捕加藤智大的警員和3位在救助傷者時被加藤智大刺傷的人；同日，警方據加藤智大的供述，「在網上世界和現實世界都是孤獨一人」、「想作出網上的人都知道的大事」為動機，並承認用貨車和用刀殺傷他人，警方正式再次逮捕加藤智大。2008年7月7日，東京地方檢察廳宣布加藤智大是兇手並無疑點，但需要鑑定加藤智大的精神狀態以確認其責任能力，直至同年10月6日，其後才會正式起訴。
10月6日完成之精神鑑定，判定加藤智大並無嚴重的精神病，可正常分辨善惡，而且持有強烈的殺意，有計劃地作出行動。10月8日警視廳發表再次送檢加藤智大，10月10日正式作出起訴。
另外在案發後的數日，案發地區擺滿弔祭死者的花束，附近的店鋪亦暫時休業。6月19日，時任內閣總理大臣（首相）福田康夫亦到案發地弔祭死者。事件發生後49日，千代田區區長石川雅己撤走獻花台，49日來共獻品超過8,000束花和11,000以上的飲品。

## 後續結果
2011年3月24日東京地方裁判所結案宣判，辯護律師起初希望以加藤喪失部分記憶為由，可能處於精神障礙或精神失常狀態來減輕罪行，但加藤從偵查開始時就已坦承犯案，檢方也對加藤進行精神鑑定，認為加藤具有完全的責任能力，因此屏除精神異常之行為。檢方指控他的犯行是「人性泯滅的惡魔所為」，法官村山浩昭認為28歲的加藤智大具有完全責任能力，以「犯罪行為極其殘酷，毫無人性可言」判處加藤智大死刑。
2012年9月12日東京高等裁判所維持一審死刑判決，被告不服，9月24日上訴。
2014年1月，加藤智大出版自传《东拘永夜抄》。
2014年2月，加藤智大的弟弟自殺。得年28歲。
2015年2月2日，東京最高裁判所對加藤宣判死刑判決定讞，加藤智大被羈押在東京拘置所等待執行死刑。
2022年7月26日，加藤智大被執行死刑。

## 事件模仿
案發之後出現大量模仿事件的犯罪預告。截至6月16日，警方對其中6項網上預告作出調查，並拘捕了其中3人。在6月12日，警方拘捕第一位模仿犯疑犯大木琢也（29歲男），大木琢也於6月8日事件之後，在2ch寫下「駕車衝入山形市的樂器店」的留言，有人看到留言報警，大木琢也被拘捕後承認是模仿秋葉原殺人事件。6月14日，網上出現「明天會在日本九州某車站大量殺人」的留言，預告者留言說道對加藤智大有共鳴。翌日警方確認是福冈县內的一位當兼職的17歲女性，該女性承認這是惡作劇。同日，大阪府警方再拘捕傳送聲稱要作出無差別殺人的電子郵件的坂井良行（35歲男）。6月16日，警方拘捕再在2ch寫上「於池袋殺100人」預告的鈴木陽（29歲男），和打電話到警署說「在長野站殺人」的小林仁司（56歲男），後者稱當時酒後亂性，不是實際想殺人。6月18日，拘捕打电话到一所小學預告「像秋葉原（事件）那樣用車輾壓殺人」的加藤宏之（39歲男），加藤宏之承認有打過电话，但否認有作出威脅。另外又拘捕野村拓也（21歲男），他在手提電話留言板預告「要在土浦站做出秋葉原的事，刀和枪械也準備好了」，被捕後說是惡作劇。6月20日，再拘捕其餘三人。6月21日，拘捕幾位作出殺人預告的人。6月23日，又拘捕四人。6月24日是兩人。
截至2008年6月24日，警方共對17個犯罪預告作出行動，預告者從13歲至30歲，其中6人未成年，男性15人、女性2人，12人被拘捕，其中4人被起訴，而13歲的被捕者則被警誡。其後仍繼續有類似預告出現，並一樣被拘捕。在7月3日，更出現唱片騎師高橋和實（37歲男）這類公眾人物所發出的犯罪預告。7月8日，則有就讀小學4年級、年僅9歲的女孩生在網上留言板作出犯罪預告「殺死放學後的4年級生」而被問話，女孩稱這是惡作劇。至同日，已有33人因犯罪預告被拘捕或輔導等，超過100宗的報案（平時則是一個月2、3宗）。7月2日，福岡縣久留米市的一公司職員中野貴仁，要平井堅的演唱會中止，否則會隨意殺人。中野被捕後，於9月12日被判監禁一年及賠償120萬日元，是這些犯罪預告中比較嚴重而且罕見的刑罰。大量的網上犯罪預告顯出網民對「網絡是高匿名性」的誤會而作出惡作劇；而部分非惡作劇是實際受加藤智大影響，感到共鳴甚至尊敬而作出預告行為。
2008年6月11日，日本總務大臣增田寬也發表預定運用2009年的政府預算開發一種可以迅速發現網上犯罪預告的技術，預算是數億日元。啟發矢野悟在兩小時內製作出收集網上犯罪預告的網站「予告.in」，一時成為高瀏覽度的網站，在雅虎日本在2008年7月24日發表的搜尋排名為第六名。
2014年5月21日，臺灣臺北捷運發生了鄭捷隨機殺人事件，鄭捷就讀於弘道國中時的李姓男同學表示，鄭捷曾說想仿效日本秋葉原殺人事件，從事隨機殺人行動。

## 反應及影響

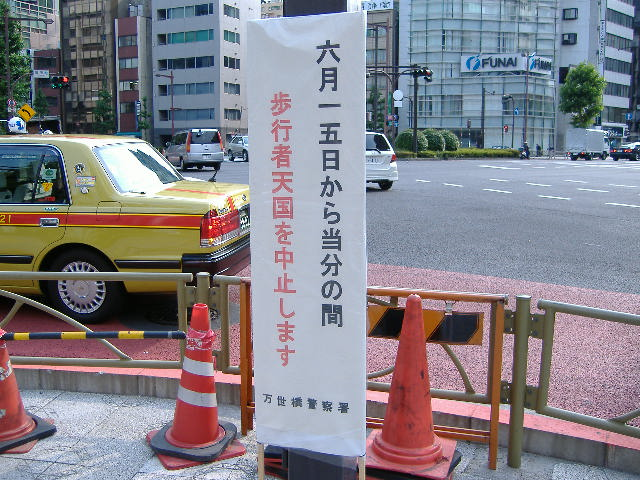
創辦35年的秋葉原行人專區，在這次攻擊後遭到廢止。其中由東京警視廳為負責單位，發布了中止秋葉原行人專區的告示：「六月十五日開始暫時中止行人專用區--萬世橋警察署」。直到2011年初，秋葉原行人專區方重新開放。

時任內閣總理大臣（首相）的福田康夫指示要作出預防再犯的檢討，內閣官房長官町村信孝提議加強銃刀法，要求購買特殊刀劍的買家出示身分證明文件，並禁止18歲以下人士購買匕首，又正式禁止生產或輸入匕首。這是日本初次決定禁止生產刀刃。日本多個縣對售賣或持有刀劍法例有所收緊，至2008年7月，日本已有22個都府縣因事件影響而對規制匕首進行檢討，其中13個已實際規制。日本Yahoo!拍賣和購物亦禁止用戶出售匕首。
2008年6月11日，召集八位國務大臣進行預防措施的會議，預定運用2009年的政府預算開發一種可以迅速發現網上犯罪預告的技術，亦有鼓勵公司採用正式員工而避免派遣員工的不安，和從教育方面加強心靈培育的建議。而警察廳則要求如在網上發現犯罪預告時要通知警方，這是警察廳第一次對網上犯罪預告作出如此要求。另外亦會增加人多地區的巡邏，部分地方亦對警察進行緊急逮捕術訓練。
而電視節目也有因禁忌避諱而改播，TBS系列電視劇《月曜GOLDEN》中的因含有類似劇情而暫時停播，改播電影《NANA》。部分在秋葉原預定舉辦的活動亦緊急終止，如PlayStation 3遊戲《潛龍諜影4：愛國者之槍》的發售紀念活動。亦有商品因名稱容易聯想起事件而改名。如東映當年度的特攝片《炎神戰隊轟音者》所登場的「火箭匕首（ロケットダガー）」為了怕日後對此事件有不必要的聯想，主要的玩具贊助商萬代在電視同型玩具發售前急遽更名，將原本「火箭匕首（ロケットダガー）」改為「火箭推進器（ロケットブースター）」並且延期販賣，直至同年的冬天才再次將名稱改回。
此事件不止在日本，於其他國家亦被大量報導，在2008年上半年是日本網絡中最令人關注的事件之一。有人擔心會令案發地區的形象受損，更因此2008年6月12日發表於6月15日廢止秋葉原自1973年6月以來在假日封街設立的行人專用區，至少會延續至同年7月下旬。也影響到性質上和秋葉原類似、同被譽為為御宅族三大聖地的大阪市日本桥。而大阪御堂筋巡遊表演的出現反對在舉辦當日設立行人專用區的聲音。預定7月17日於京都市舉行的活動「山鉾巡行」中，京都府警方為了預防再犯，甚至組成「車輛阻止部隊」，禁止車輛進入行人專用區。秋葉原取消行人專用區的期間，失去以前偶然可見到「御宅藝（御宅族的街頭表演）」的光景。同時，女僕咖啡廳反而因事件而成為一種「避難所」，亦有一些原本不常來、只為了看看事件後秋葉原的樣子的人，客人比以前更多。
2011年1月23日，一度中止開放的秋葉原行人專區試驗性重開，試驗階段將在同年6月底結束；若一切順利，行人專區會於試驗階段後繼續運作。3月11日，日本發生9級大地震，秋葉原步行街受此影響暫停開放；直至4月17日才再次開放。7月3日，秋葉原步行街正式重新開放。開放範圍为中央大道约570米长的街道，一般開放時間为每周日13—18時，10—3月期間則會改為13—17時。

## 關連項目
- 川崎杀伤事件
- 黃富康隨機殺人事件
- 曾文欽隨機殺人事件
- 鄭捷隨機殺人事件（臺北捷運）
- 龔重安隨機殺人事件
- 王景玉隨機殺人事件
- 2018年上海市世界外国语小学砍人事件
- 鑽石山荷里活廣場斬人案